# Байрамгуловское сельское поселение
Байрамгуловское се́льское поселе́ние — муниципальное образование в Аргаяшском районе Челябинской области Российской Федерации. В рамках административно-территориального устройства муниципальное образование  соответствует административно-территориальной единице Байрамгуловский сельсовет.
Административный центр — село Байрамгулово.

## История
Статус и границы сельского поселения установлены Законом Челябинской области от 12 ноября 2004 года № 292-ЗО «О статусе и границах Аргаяшского муниципального района и сельских поселений в его составе».

## Население
| 2002  | 2010  | 2011  | 2012  | 2013  | 2014  | 2015  |
| ----- | ----- | ----- | ----- | ----- | ----- | ----- |
| 3289  | ↘2775 | ↗2777 | ↘2707 | ↘2662 | ↘2607 | ↘2584 |
| 2016  | 2017  | 2018  | 2019  | 2020  | 2021  | 2023  |
| ↗2622 | ↘2602 | ↘2563 | ↘2519 | ↘2484 | ↘2098 | ↘2050 |

## Состав сельского поселения
| № | Населённый пункт | Тип населённого пункта       | Население |
| - | ---------------- | ---------------------------- | --------- |
| 1 | Аракаева         | деревня                      | ↘23       |
| 2 | Аргази           | посёлок                      | ↘238      |
| 3 | Байрамгулово     | село, административный центр | ↘1373     |
| 4 | Мавлютова        | деревня                      | ↘599      |
| 5 | Маякский         | посёлок                      | ↘282      |
| 6 | Миасский         | посёлок                      | ↘39       |
| 7 | Новый Миасс      | деревня                      | ↘164      |
| 8 | Туракаева        | деревня                      | ↘12       |
| 9 | Чишма            | деревня                      | ↘45       |